# Bärenhaftigkeit

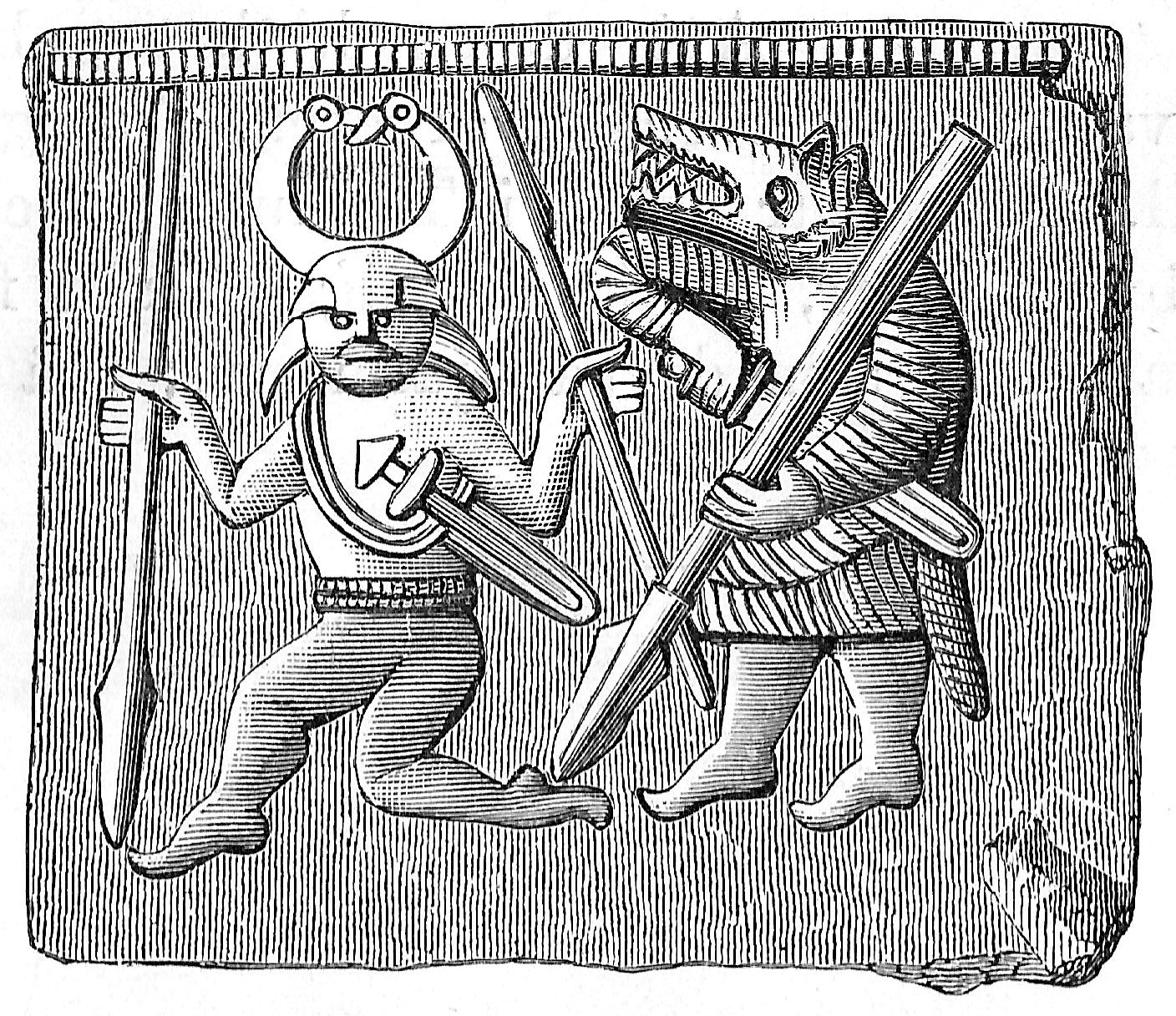
Un berserker (à droite) tirant une épée du fourreau.

« Bärenhaftigkeit » est le nom donné par les chercheurs de langue allemande à l'état bestial que pouvait atteindre, selon la mythologie nordique, le berserk partant en guerre. 
Au croisement de la nature humaine et de celle de l'ours brun, un fauve puissant, il s'agissait d'une fureur sanguinaire incontrôlable que ce soldat d'Odin ne pouvait connaître qu'à condition de disposer de la capacité à se métamorphoser, ou « Bärenfähigkeit ». 
Selon l'historien Michel Pastoureau, ces deux termes ne sont pas vraiment traduisibles en français, ce qui ne l'empêche pas de proposer tout de même « oursitude » et « capacité à devenir ours », respectivement.